# Satoko Inoue
Satoko Inoue (japanisch 井上 郷子 Inoue Satoko; * 1958) ist eine japanische Pianistin mit Schwerpunkt zeitgenössische Musik.

## Leben und Wirken
Sie studierte an der Gakugei-Universität Tokio und war zunächst Pianistin im Musica Practica Ensemble Tokyo. Seit 1991 ist sie als Solistin tätig und brachte seitdem Werke u. a. der japanischen Komponisten Jō Kondō, Yoriaki Matsudaira, Matsudaira Yoritsune, Satoshi Tanaka und Toshi Ichiyanagi sowie der Schweizer Max E. Keller und Jean-Luc Darbellay zur Uraufführung. 1992 nahm sie an den Internationalen Ferienkursen für Neue Musik in Darmstadt teil. 2010 erhielt sie den Keizo Saji Prize der Suntory Foundation for Arts. Sie ist Professorin an der Kunitachi-Musikhochschule in Tokio.

## Diskographie
- Japan Piano 1996 (hat[now]ART 1997)
- Jō Kondō: Works for Piano (hat[now]ART 2001)
- Luc Ferrari: Piano & Percussion Works (hat[now]ART 2011)
- Morton Feldman: For Bunita Marcus (ALM Records 2013)
- Satoshi Tanaka: Works for Piano (EMEC 2014)
- Jo Kondo’s Works for Piano 2015-2020 (Ezz-thetics, 2023)